# 大柳塔镇
大柳塔镇，是中华人民共和国陕西省榆林市神木市下辖的一个乡镇级行政单位。

## 行政区划
大柳塔镇下辖以下地区：
前柳塔村、后柳塔村、丁家渠村、郝家壕村、贾家畔村、三不拉村、特麻沟村、乌兰色太村、生地峁村、敏盖兔村、油房梁村、何家塔村、石圪台村和布袋壕村。